# DM i cykelcross 2000
Danmarksmesterskaberne i cykelcross 2000 var den 31. udgave af DM i cykelcross. Mesterskabet fandt sted 15. januar 2000 på en rundstrækning på voldene i Fredericia.
Hos kvinderne vandt Karen Vinther Villadsen Jacobsen sit første danmarksmesterskab i cykelcross. I herrerækken vandt Henrik Djernis sit 15. senior-DM, efter han fik bronze året før.

## Resultater
| Event        | Guld                             | Sølv           | Bronze        |
| ------------ | -------------------------------- | -------------- | ------------- |
| Herrer       |                                  |                |               |
| Herrer elite | Henrik Djernis                   | Rene Lohse     | Thomas Bonne  |
| Herrejunior  | Dan Andersen                     | Jakob Kjeldsen | Jacob Lindsel |
| Damer        |                                  |                |               |
| Damer elite  | Karen Vinther Villadsen Jacobsen |                |               |